# Seznam osobností vyznamenaných 28. října 2013
Seznam osobností, které prezident České republiky Miloš Zeman vyznamenal státními vyznamenáními dne 28. října 2013. Jedná se o první 28. říjen, kdy vyznamenával Zeman. Prezident udělil 27 medailí Za zásluhy a 2 Řády Tomáše Garrigua Masaryka. Všechny udělené medaile Za zásluhy byly prvního stupně a oba Řády Tomáše Garrigua Masaryka byly první třídy a udělené.
| „                                                                  | Zákon o státních vyznamenáních mně umožňuje udělit medaili Za zásluhy první, druhé a třetí třídy. Kdo jsem já, abych o tom měl právo rozhodovat. Kromě toho se domnívám, že by to bylo ponižující i pro samotné vyznamenané. A proto jsem se rozhodl všem těmto lidem (...) udělit buď medaili Za zásluhy první třídy, a dvěma z nich, kteří již tuto medaili získali v minulosti, udělit Řád Tomáše Garrigua Masaryka. | “ |
| — Projev prezidenta Miloše Zemana při udílení státních vyznamenání | |   |

## Proslov
Zeman svůj projev pronesl jako obvykle zpaměti a zamýšlel se v něm nad rolí oceněných osobností v českých dějinách a nad jejich smyslem. Ústřední myšlenkou projevu byly životní příběhy oceněných osobností promítnuté do českých dějin a jejich cesta vzhůru, která nebyla vždy jednoduchá. Zdůraznil, že oceněné osoby různých profesí spojuje jejich dílo, jehož stopa je trvalá.
Zeman také několikrát zmínil prvního československého prezidenta Tomáše Garrigua Masaryka, který podle něj narušoval tehdejší hlavní proud. Zeman vyzdvihl sílu jeho později uskutečněného snu o samostatném Československu, který v době jeho odchodu do exilu přišel realistickým politikům naprosto nesmyslný.

## Kontroverze
Již před samotným udělováním vzbudilo ohlas, když Miloš Zeman nepozval dva z rektorů vysokých škol. Prvním byl Libor Grubhoffer, který se v minulosti zastal Martina C. Putny a odmítl se zúčastnit jmenování nových profesorů. Druhým byl Mikuláš Bek, který odmítl před parlamentními volbami Zemanovu přednášku na Masarykově universitě s odůvodněním, že univerzita před každými volbami odmítá jakékoliv přednášky aktivních politiků. Na protest proti tomuto kroku se předávání nezúčastnili, až na výjimky, ani ostatní rektoři. Mezi účastníky byl naopak novinář s antisemitskými a extremistickými názory, signatář iniciativy D.O.S.T., Adam B. Bartoš, jehož textů využil prezident Zeman ve své volební kampani proti Karlu Schwarzenbergovi.
Kontroverze přineslo udělení Medailí Za zásluhy několika lidem, kteří se Zemanem spolupracují nebo v minulosti spolupracovali. Jde o Felixe Slováčka, Jiřinu Bohdalovou, Františka Čubu, Václava Bělohradského a Miroslavova Grégra. Před ceremoniálem vydala rodina sociálně demokratického politika Přemysla Janýra prohlášení, že vrátí Řád Tomáše Garrigua Masaryka (který Janýr získal in memoriam roku 1999), pokud stejné vyznamenání získá bývalý předseda JZD Slušovice František Čuba. Jelikož Čuba získal "pouze" medaili Za zásluhy, nestalo se tak.
Státní vyznamenání měl dostat také hudebník Vladimír Mišík, který ho ale v otevřeném dopise odmítl převzít. Důvodem byla jeho rostoucí nevole vůči Zemanovým rozhodnutím.
Mezi vyznamenanými měl být původně i bývalý mluvčí Charty 77 Jiří Hájek (in memoriam). Jeho syn Jan byl nejprve mile překvapen, ale později odmítl účast na aktu předávání kvůli nesouhlasu s některými kroky prezidenta Zemana a požádal o zaslání vyznamenání poštou nebo kurýrem. To Zeman okomentoval slovy, že taková žádost je zarážející a projevující neúctu k samotnému ocenění, k udělení vyznamenání tak nedošlo. Hájek to komentoval slovy: „(vyznamenání) tedy není udělováno na základě zásluh zesnulé osobnosti, ale na základě ochoty pozůstalých účastnit se předávacího aktu.“
Poprvé neposlala svou nominaci na státní vyznamenání Konfederace politických vězňů s odůvodněním, že se Zeman otevřeně nepostavil proti komunismu.

## Seznam vyznamenaných

### Řád Tomáše Garrigua Masaryka první třídy
- Prof. Erazim Kohák, Ph.D., nositel medaile Za zásluhy I. stupně od roku 1998
- Jiří Suchý, nositel medaile Za zásluhy II. stupně od roku 1995

### Medaile Za zásluhy prvního stupně
- prof. PhDr. Václav Bělohradský, Ph.D., za zásluhy o stát v oblasti vědy
- Jiřina Bohdalová, za zásluhy o stát v oblasti umění
- Lubomír Brabec, za zásluhy o stát v oblasti umění
- Soňa Červená, za zásluhy o stát v oblasti umění
- Doc. Ing. František Čuba, CSc., za zásluhy o stát v oblasti hospodářské
- prof. MUDr. Jan Dvořáček, DrSc., za zásluhy o stát v oblasti vědy
- Doc. Ing. Miroslav Grégr, CSc., za zásluhy o stát v oblasti hospodářské
- prof. PhDr. Jan Keller, CSc., za zásluhy o stát v oblasti vědy
- Richard Konkolski, za zásluhy o stát v oblasti sportu
- Jarmila Kratochvílová, za zásluhy o stát v oblasti sportu
- Jan Kříž, za zásluhy o stát v oblasti vědy
- Jan Kůrka, za zásluhy o stát v oblasti sportu
- Lubomír Lipský, za zásluhy o stát v oblasti umění
- Zdeněk Mahler, za zásluhy o stát v oblasti kultury, výchovy a školství
- Kamila Moučková, za zásluhy o stát v oblasti kultury
- prof. MUDr. Pavel Pafko, DrSc., za zásluhy o stát v oblasti vědy
- Paul Rausnitz, za zásluhy o stát v oblasti hospodářské
- Felix Slováček, za zásluhy o stát v oblasti umění
- Karel Srp starší, za zásluhy o stát v oblasti kultury
- Ing. Jan Světlík, za zásluhy o stát v oblasti hospodářské
- prof. MUDr. Eva Syková, DrSc., za zásluhy o stát v oblasti vědy
- František Šťastný (in memoriam), za zásluhy o stát v oblasti sportu
- Marie Uchytilová-Kučová (in memoriam), za zásluhy o stát v oblasti umění
- Jiří Vícha (in memoriam), za zásluhy o stát v oblasti sportu
- plk. Jaroslav Vodička, za zásluhy o stát v oblasti bezpečnosti státu a občanů
- plk. Pavel Vranský, za zásluhy o stát v oblasti bezpečnosti státu a občanů
- Pavel Wonka (in memoriam), za zásluhy o stát v oblasti bezpečnosti státu a občanů